# 海巡署1000噸級遠洋巡護船
1000噸級遠洋巡護船，為中華民國海洋委員會海巡署依據 "1000噸級巡護船汰建4年計畫"（巡護七號）及 "強化海巡編裝發展方案-1000噸級遠洋巡護船新建計畫（2010-2013）"（巡護八號、巡護九號）所建造之巡護船。

## 艦上系統

### 動力系統
- 主機馬力：4,045PS x2
- 發電機功率：301kw x3
- 可變螺距螺槳兩只雙舵

### 武器裝備
- 艦艇配置：
  - T-75 20毫米機炮一門
  - T90重機槍2~4挺
  - T75班用機槍3挺
- 執勤人員配置：
  - 烏茲衝鋒槍5支
  - T65K2步槍5支
  - T75手槍10支
- 其他裝備：
  - 艦載小艇2艘

## 本級艦特色
1. 於5級海象時可持續有效作業。
2. 船體結構強度及完整穩度性，能於9級海象時仍具存浮能力。
3. 船殼設有非伸縮式穩定翼裝置，可兼顧高、低速時之橫搖穩定性能。
4. 飲用淡水設計容量可供40人在海上持續執行45天任務。

## 同級艦
| 艦名     | 建造廠       | 開工日期       | 下水日期       | 交船日期       | 服役日期      | 除役日期 | 備註  |
| -------- | ------------ | -------------- | -------------- | -------------- | ------------- | -------- | ----- |
| 巡護七號 | 中信造船集團 | 2008年11月20日 | 2009年12月30日 | 2010年11月19日 | 2011年1月26日 |          | [ 1 ] |
| 巡護八號 | 中信造船集團 | 2010年10月1日  | 2012年1月6日   | 2012年12月14日 | 2013年3月30日 |          |       |
| 巡護九號 | 中信造船集團 |                | 2012年4月9日   | 2013年4月12日  | 2013年6月28日 |          |       |